# Mimosybra baloghi
Mimosybra baloghi es una especie de escarabajo del género Mimosybra, familia Cerambycidae. Fue descrita científicamente por Breuning en 1975.
Se distribuye por Papúa Nueva Guinea. Posee una longitud corporal de 13 milímetros.